# The Beyoncé Experience
The Beyoncé Experience – trasa koncertowa amerykańskiej piosenkarki rhythm and bluesowej Beyoncé Knowles, promująca jej drugi album solowy B’Day.

## Show

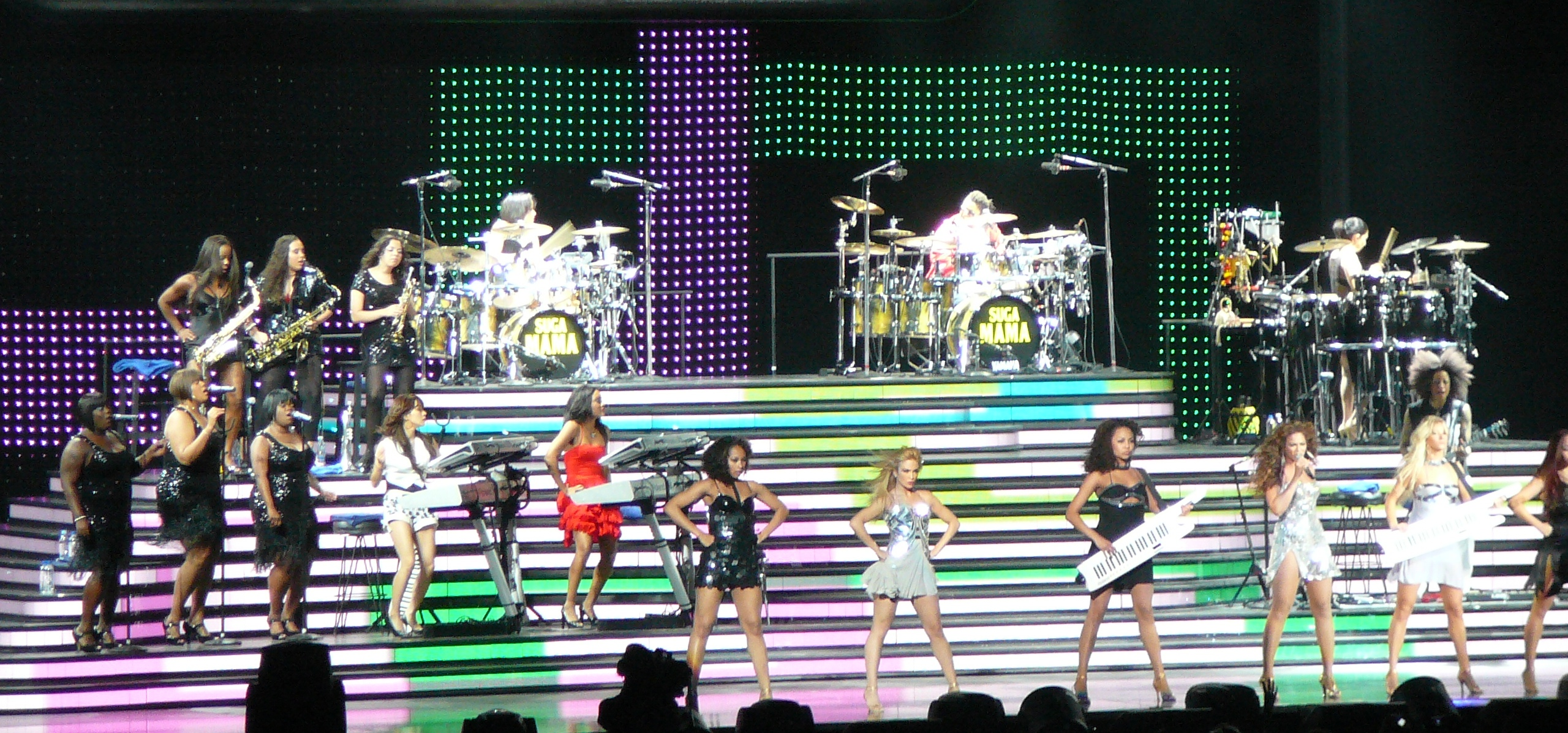
Beyoncé wykonująca „Green Light” w Szwecji.

Próby przed rozpoczęciem trasy zaczęły odbywać się w marcu 2007 roku. Podczas występów wykonywane były utwory zarówno z B’Day, jak i Dangerously in Love oraz minialbumu Irreemplazable. Autorami koncepcji koncertów oraz projektu sceny byli: Beyoncé Knowles, Kim Burse i Frank Gatson. Jovon Pavielle i Danielle Polanco byli głównymi choreografami. Z kolei autorami projektów strojów byli: Tina Knowles, House of Deréon, Giorgio Armani, Versace, Elie Saab i Herve Leger. Głównych sponsorów stanowili Samsung i L’Oréal. Menedżerem The Beyoncé Experience był Alan Floyd.
Trasa rozpoczęła się 10 kwietnia w Tokyo Dome w Tokio, a zakończyła 30 grudnia w Las Vegas. 15 września 2006 roku wokalistka zagrała darmowy koncert w Toronto.
Koncert w Kuala Lumpur w Malezji został odwołany ze względu na konflikt z władzami kraju związany ze strojami wokalistki. Zastąpił go występ w Dżakarcie. Koncert w Stambule został odwołany przez organizatorów, klub sportowy Fenerbahçe, w wyniku zamachów terrorystycznych z 21 września 2007 roku.
Koncert w Los Angeles 2 września został nagrany i wydany na DVD The Beyoncé Experience Live. Specjalnie na tę okazję na scenie pojawił się gość specjalny, Jay-Z, z którym Knowles wykonała utwór „Upgrade U”. Dodatkowo, podczas wykonywania utworów Destiny’s Child, do Beyoncé dołączyły na scenie Kelly Rowland i Michelle Williams. Wszystkie wokalistki zaśpiewały wspólnie „Survivor”.

## Supporty
- Chris Brown (Australia)
- Lemar (Europa)
- Katy Shotter (Wielka Brytania i wybrane daty w Ameryce Północnej)
- Robin Thicke (wybrane daty w Ameryce Północnej)
- Sean Kingston (wybrane daty w Ameryce Północnej)
- Pekaso (Filipiny)

## Lista utworów

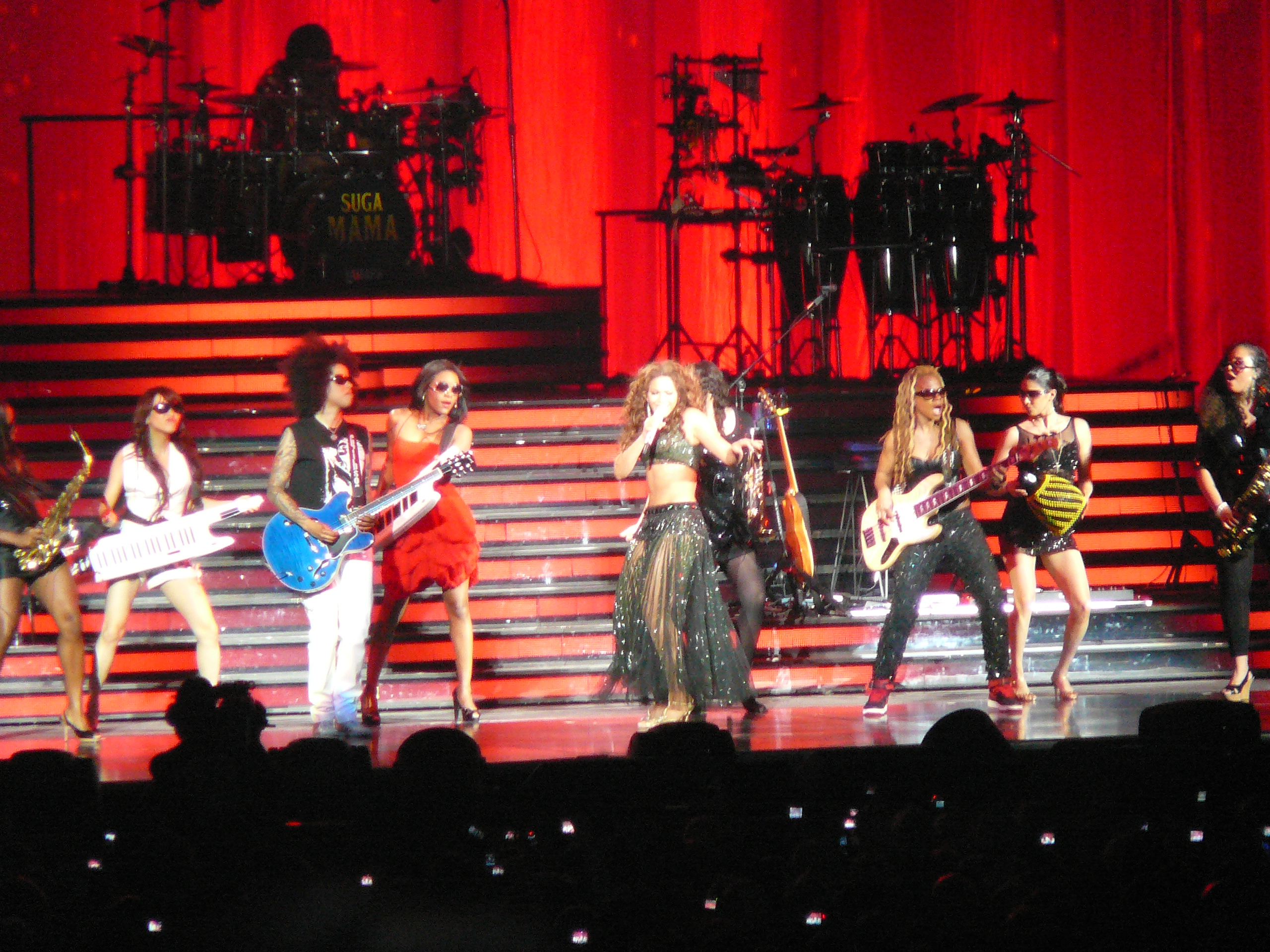
Knowles wykonująca „Naughty Girl”.

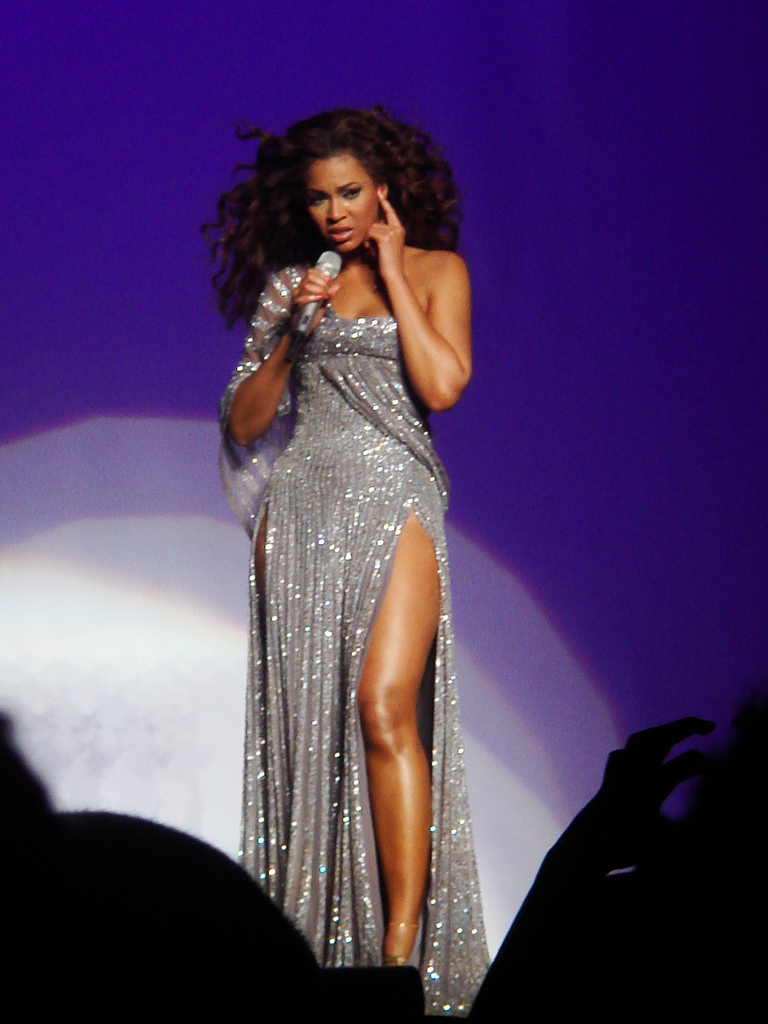
Knowles wykonująca „Listen”.

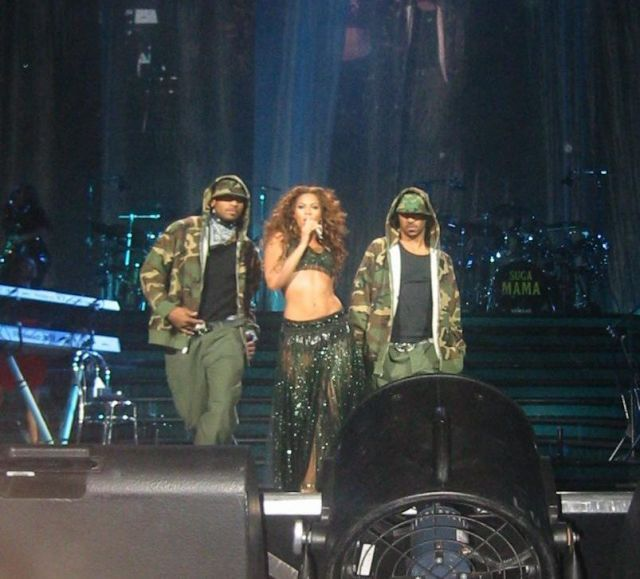
Knowles wykonująca „Baby Boy” w Barcelonie.

### Pierwszy koncert
1. „Crazy in Love” (zawiera fragmenty „Crazy” Gnarlsa Barkleya)
2. „Freakum Dress”
3. „Green Light”
  - Jazz Throwdown (instrumentalne wprowadzenie)
4. „Baby Boy” (zawiera fragmenty reggae)
5. „Work It Out”
6. „Naughty Girl”
7. „Me, Myself and I”
8. „Dangerously in Love 2”
9. Destiny’s Child Medley
  1. „Independent Women Part I”
  2. „Bootylicious”
  3. „No, No, No”
  4. „Bug a Boo” (remiks) 
  5. „Say My Name”
  6. „Jumpin’, Jumpin’”
  7. „’03 Bonnie & Clyde (remiks)
  8. „Survivor”
10. „Speechless”
11. „Suga Mama”
12. „Upgrade U”
13. „Ring the Alarm”
14. „Check on It”
15. „Irreplaceable”
16. „Deena/Dreamgirls Medley”
17. „Listen”
  - Bumble Bee (wprowadzenie wideo)
18. „Get Me Bodied”
19. „Déjà Vu”

### Ameryka Północna
- Intro Queen Bee fanfare

1. „Crazy in Love” (zawiera fragmenty „Crazy” Gnarlsa Barkleya)
2. „Freakum Dress”
3. „Green Light”
  - Jazz Throwdown (wprowadzenie instrumentalne)
4. „Baby Boy” (zawiera fragmenty reggae)
5. „Beautiful Liar”
6. „Naughty Girl”
7. „Me, Myself and I”
  - Dangerously in Love (wprowadzenie taneczne)
8. „Dangerously in Love 2”
9. „Flaws And All”
  - Cops and Robbers (wprowadzenie taneczne, zawiera fragmenty „Party Like a Rockstar”, „Wipe Me Down”, „A Bay Bay” i „Throw Some D's”)
10. Destiny’s Child Medley
  1. „Independent Women Part I”
  2. „Bootylicious”
  3. „No, No, No”
  4. „Bug a Boo” (remiks) 
  5. „Bills, Bills, Bills”
  6. „Cater 2 U”
  7. „Say My Name”
  8. „Jumpin’, Jumpin’”
  9. „Soldier” (zawiera fragmenty „Crank That (singel Soulja Boy)” Soulja Boya)
  10. „Survivor”
11. „Speechless”
  - Jailhouse Confessions (wprowadzenie taneczne)
12. „Ring the Alarm”
13. „Suga Mama”
14. „Upgrade U”
15. „’03 Bonnie & Clyde” (remiks)
16. „Check on It” (wersja koncertowa)
17. „Déjà Vu”
  - Band Jam (wprowadzenie instrumentalne)
  - Bumble Bee (wprowadzenie wideo)
18. „Get Me Bodied” (Extended Mix)
19. „Welcome to Hollywood” (wprowadzenie wideo)
20. „Deena/Dreamgirls Medley”
21. „Listen”
22. „Irreplaceable”

### Europa
- Intro Queen Bee fanfare

1. „Crazy in Love” (zawiera fragmenty „Crazy” Gnarlsa Barkleya)
2. „Freakum Dress”
3. „Green Light”
  - Band Jam (wprowadzenie instrumentalne)
4. „Baby Boy” (zawiera fragmenty „Murder She Wrote”)
5. „Beautiful Liar”
6. „Naughty Girl”
7. „Me, Myself and I”
  - Bumble Bee (wprowadzenie wideo)
  - Dangerously in Love (wprowadzenie taneczne)
8. „Dangerously in Love 2”
9. „Flaws And All”
  - Cops and Robbers (wprowadzenie taneczne, zawiera fragmenty „Party Like a Rockstar”, „Wipe Me Down”, „A Bay Bay” i „Throw Some D's”)
10. „Destiny’s Child Medley”
  1. „Independent Women Part I”
  2. „Bootylicious”
  3. „No, No, No”
  4. „Bug a Boo” (remiks) 
  5. „Bills, Bills, Bills”
  6. „Cater 2 U”
  7. „Say My Name”
  8. „Jumpin’, Jumpin’”
  9. „Soldier” (zawiera fragmenty „Crank That (singel Soulja Boy)” Soulja Boya)
  10. „Survivor”
11. „Speechless”
  - Cell Block Tango (wprowadzenie taneczne)
12. „Ring the Alarm”
13. „Suga Mama”
14. „Upgrade U”
15. „’03 Bonnie & Clyde” (remiks)
16. „Check on It (wersja koncertowa)
17. „Get Me Bodied” (remiks)
18. „Welcome to Hollywood” (wprowadzenie wideo)
19. „Diamonds are a Girl’s Best Friend/Dreamgirls Medley”
20. „Listen”
21. „Irreplaceable”
  - Encore/Bassist Break
22. „Déjà Vu”

### Ameryka Łacińska
- Intro Queen Bee fanfare

1. „Crazy in Love” (zawiera fragmenty „Crazy” Gnarlsa Barkleya)
2. „Freakum Dress”
3. „Green Light”
  - Jazz Throwdown (wprowadzenie instrumentalne)
4. „Baby Boy” (zawiera fragmenty reggae)
5. „Bello Embustero”
6. „Naughty Girl”
7. „Flaws And All”
  - Dangerously in Love (wprowadzenie taneczne)
8. „Dangerously in Love 2”
  - Cops and Robbers (wprowadzenie taneczne, zawiera fragmenty „Party Like a Rockstar”, „Wipe Me Down”, „A Bay Bay” i „Throw Some D's”)
9. „Destiny’s Child Medley”
  1. „Independent Women Part I”
  2. „Bootylicious”
  3. „No, No, No”
  4. „Bug a Boo” (remiks) 
  5. „Bills, Bills, Bills”
  6. „Cater 2 U”
  7. „Say My Name”
  8. „Jumpin’, Jumpin’”
  9. „Soldier” (zawiera fragmenty „Crank That (singel Soulja Boy)” Soulja Boya)
  10. „Survivor”
10. „Speechless”
11. „Me, Myself and I”
  - Cell Block Tango (wprowadzenie taneczne)
12. „Ring the Alarm”
13. „Suga Mama”
14. „Upgrade U”
15. „’03 Bonnie & Clyde” (remiks)
  - Band Jam (wprowadzenie instrumentalne)
16. „Check on It”
17. „Welcome to Hollywood” (wprowadzenie wideo)
18. „Deena/Dreamgirls Medley”
19. „Oye”
20. „Irreemplazable”
  - Encore/Bassist Break
  - Bumble Bee (wprowadzenie wideo)
21. „Get Me Bodied” (remiks)
22. „Déjà Vu”

### Dodatkowe informacje

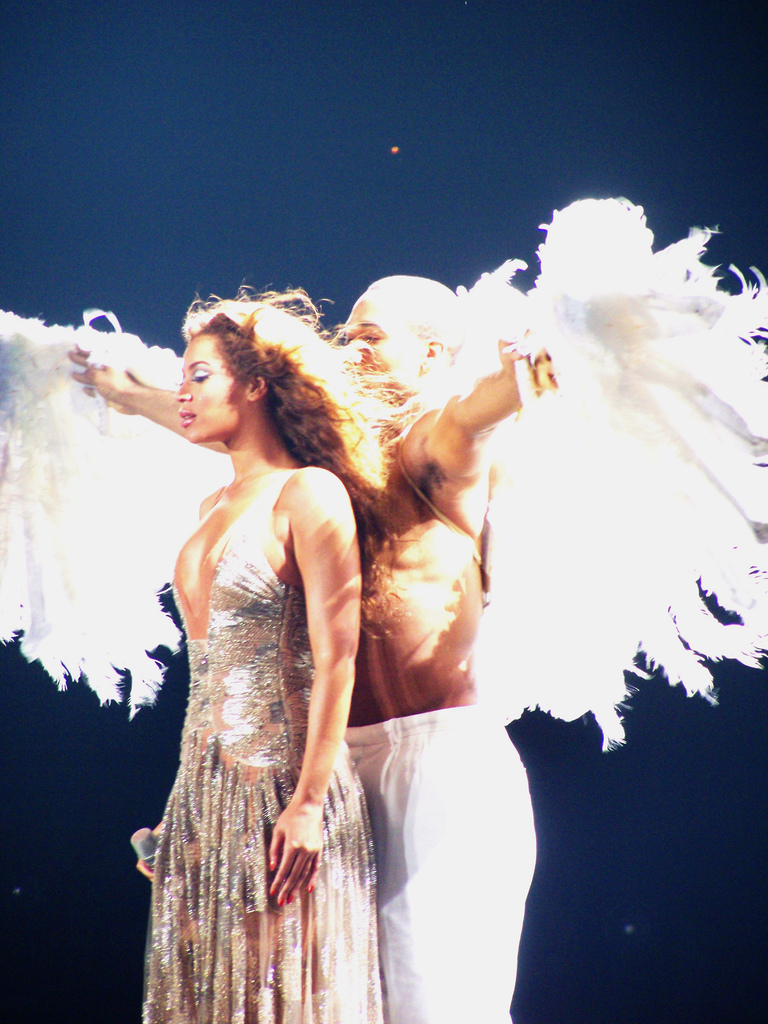
Knowles wykonująca „Flaws and All”.

- W Japonii utwór „Flaws and All” nie został wykonany, a „Get Me Bodied” zagrano po „Check on It”.
- „Speechless” został dodany do listy utworów po koncercie z 21 kwietnia w Acer Arenie.
- Lista utworów była inna podczas koncertu w San Antonio.
- W Australii, Europie oraz przez pierwszy tydzień koncertów w Stanach Zjednoczonych „Déjà Vu” był ostatnim wykonywanym utworem.
- Podczas europejskiego etapu trasy, z wyjątkiem koncertów w Wielkiej Brytanii i Niemczech, „Speechless” nie był wykonywany.
- Podczas koncertu w Orlando 24 lipca, podczas gdy Knowles schodziła ze schodów, obcas buta zahaczył o strój, a wokalistka sturlała się w dół. Wydarzenie stało się hitem na YouTube i zostało wyemitowane na antenie CNN.
- Podczas większości koncertów w Afryce, Azji i Europie nie było przerwy między „Green Light” i „Baby Boy” a zmiana kostiumów następowała przed „Dangerously in Love 2”.
- W ramach azjatyckich koncertów nie były wykonywane utwory: „Flaws and All”, „Speechless”, „Suga Mama”, „’03 Bonnie & Clyde” i „Get Me Bodied”.
- W Indiach Beyoncé zaśpiewała „Dangerously in Love 2” w sari, tradycyjnym stroju miejscowych kobiet.
- Podczas koncertów w Madrycie i Barcelonie Knowles wykonała hiszpańską wersję „Irreplaceable”, „Irreemplazable”.

### Personel
Suga Mama
- gitara, kierownik muzyczny: BiBi McGill
- gitara basowa, kierownik muzyczny: Debbie „Divinity” Walker „Roxx”
- instrumenty perkusyjne: Marcie Chapa
- perkusja: Nikki Glaspie & Kim Thompson
- instrumenty klawiszowe: Rie Tsuji & Brittani Washington
- saksofon tenorowy: Katty Rodriguez-Harrold
- saksofon altowy: Tia Fuller
- trąbka: Crystal Torres

The Mamas (chórek)
- Crystal Collins
- Montina Cooper
- Tiffany Riddick

Tancerze
- Anthony Burrell
- Milan Dillard
- Tyrell Washington
- Byron Carter
- Clifford McGhee
- Dana Foglia
- Heather Morris
- Yanira Marin
- Jamie Overla
- Ashley Everett
- Mykal Bean

Ekipa
- koncepcja, projekt sceny: Beyoncé Knowles, Kim Burse, Frank Gatson Jr.
- choreografia: Frank Gatson Jr., Jovon Pavielle, Danielle Polanco
- stroje: Tina Knowles, House of Deréon, Giorgio Armani, Versace, Elie Saab, Herve Leger
- menedżer: Alan Floyd

## Daty koncertów
| Data                 | Miasto          | Kraj              | Obiekt                           |
| -------------------- | --------------- | ----------------- | -------------------------------- |
| Azja                 |                 |                   |                                  |
| 10 kwietnia 2007     | Tokio           | Japonia           | Tokyo Dome                       |
| 11 kwietnia 2007     | Osaka           | Japonia           | Osaka-jō Hall                    |
| 12 kwietnia 2007     | Osaka           | Japonia           | Osaka-jō Hall                    |
| 14 kwietnia 2007     | Nagoja          | Japonia           | Aichi Prefectural Gymnasium      |
| Australia            |                 |                   |                                  |
| 21 kwietnia 2007     | Sydney          | Australia         | Acer Arena                       |
| 22 kwietnia 2007     | Brisbane        | Australia         | Brisbane Entertainment Centre    |
| 24 kwietnia 2007     | Adelaide        | Australia         | Adelaide Entertainment Centre    |
| 25 kwietnia 2007     | Melbourne       | Australia         | Rod Laver Arena                  |
| 26 kwietnia 2007     | Sydney          | Australia         | Sydney Entertainment Centre      |
| Europa               |                 |                   |                                  |
| 30 kwietnia 2007     | Frankfurt       | Niemcy            | Festhalle                        |
| 1 maja 2007          | Stuttgart       | Niemcy            | Hanns-Martin-Schleyer-Halle      |
| 3 maja 2007          | Sztokholm       | Szwecja           | Stockholm Globe Arena            |
| 4 maja 2007          | Hamar           | Norwegia          | Vikingskipet Olympic Arena       |
| 5 maja 2007          | Aalborg         | Dania             | Gigantium                        |
| 7 maja 2007          | Monachium       | Niemcy            | Olympiahalle                     |
| 8 maja 2007          | Wiedeń          | Austria           | Wiener Stadthalle                |
| 9 maja 2007          | Zurych          | Szwajcaria        | Hallenstadion                    |
| 10 maja 2007         | Mediolan        | Włochy            | Fila Forum                       |
| 12 maja 2007         | Halle (Westf.)  | Niemcy            | Gerry Weber Stadion              |
| 13 maja 2007         | Berlin          | Niemcy            | Max-Schmeling-Halle              |
| 14 maja 2007         | Hamburg         | Niemcy            | Color Line Arena                 |
| 16 maja 2007         | Paryż           | Francja           | Palais Omnisports de Paris-Bercy |
| 17 maja 2007         | Oberhausen      | Niemcy            | König Pilsener Arena             |
| 18 maja 2007         | Rotterdam       | Holandia          | The Ahoy                         |
| 19 maja 2007         | Antwerpia       | Belgia            | Sportpaleis                      |
| 24 maja 2007         | Lizbona         | Portugalia        | Pavilhão Atlântico               |
| 26 maja 2007         | Madryt          | Hiszpania         | Palacio de Deportes              |
| 27 maja 2007         | Barcelona       | Hiszpania         | Palau Sant Jordi                 |
| 29 maja 2007         | Marsylia        | Francja           | Le Dôme de Marseille             |
| 30 maja 2007         | Lyon            | Francja           | Halle Tony Garnier               |
| 1 czerwca 2007       | Birmingham      | Wielka Brytania   | LG Arena                         |
| 2 czerwca 2007       | Londyn          | Wielka Brytania   | Wembley Arena                    |
| 3 czerwca 2007       | Londyn          | Wielka Brytania   | Wembley Arena                    |
| 5 czerwca 2007       | Cardiff         | Walia             | Cardiff International Arena      |
| 6 czerwca 2007       | Nottingham      | Wielka Brytania   | National Ice Centre              |
| 7 czerwca 2007       | Manchester      | Wielka Brytania   | Manchester Evening News Arena    |
| 9 czerwca 2007       | Dublin          | Irlandia          | The Point                        |
| 10 czerwca 2007      | Dublin          | Irlandia          | The Point                        |
| Ameryka Północna     |                 |                   |                                  |
| 6 lipca 2007         | Nowy Orlean     | Stany Zjednoczone | Louisiana Superdome              |
| 7 lipca, 2007        | Memphis         | Stany Zjednoczone | FedExForum                       |
| 8 lipca 2007         | Saint Louis     | Stany Zjednoczone | Scottrade Center                 |
| 11 lipca 2007        | Monterrey       | Meksyk            | Arena Monterrey                  |
| 13 lipca 2007        | Dallas          | Stany Zjednoczone | American Airlines Center         |
| 14 lipca 2007        | Houston         | Stany Zjednoczone | Toyota Center                    |
| 15 lipca 2007        | San Antonio     | Stany Zjednoczone | AT&T Center                      |
| 18 lipca 2007        | Nashville       | Stany Zjednoczone | Sommet Center                    |
| 20 lipca 2007        | Atlanta         | Stany Zjednoczone | Philips Arena                    |
| 21 lipca 2007        | Tampa           | Stany Zjednoczone | St. Pete Times Forum             |
| 22 lipca 2007        | Fort Lauderdale | Stany Zjednoczone | BankAtlantic Center              |
| 24 lipca 2007        | Orlando         | Stany Zjednoczone | Amway Arena                      |
| 27 lipca 2007        | Hampton         | Stany Zjednoczone | Hampton Coliseum                 |
| 28 lipca 2007        | Raleigh         | Stany Zjednoczone | RBC Center                       |
| 29 lipca 2007        | Charlotte       | Stany Zjednoczone | Time Warner Cable Arena          |
| 31 lipca 2007        | Albany          | Stany Zjednoczone | Times Union Center               |
| 1 sierpnia 2007      | Uncasville      | Stany Zjednoczone | Mohegan Sun Arena                |
| 3 sierpnia 2007      | East Rutherford | Stany Zjednoczone | Izod Center                      |
| 4 sierpnia 2007      | Nowy Jork       | Stany Zjednoczone | Madison Square Garden            |
| 5 sierpnia 2007      | Nowy Jork       | Stany Zjednoczone | Madison Square Garden            |
| 8 sierpnia 2007      | Baltimore       | Stany Zjednoczone | 1st Mariner Arena                |
| 9 sierpnia 2007      | Waszyngton      | Stany Zjednoczone | Verizon Center                   |
| 10 sierpnia 2007     | Filadelfia      | Stany Zjednoczone | Wachovia Center                  |
| 11 sierpnia 2007     | Atlantic City   | Stany Zjednoczone | Mark G. Etess Arena              |
| 12 sierpnia 2007     | Boston          | Stany Zjednoczone | TD Garden                        |
| 14 sierpnia 2007     | Montreal        | Kanada            | Centre Bell                      |
| 15 sierpnia 2007     | Toronto         | Kanada            | Air Canada Centre                |
| 17 sierpnia 2007     | Detroit         | Stany Zjednoczone | The Palace of Auburn Hills       |
| 18 sierpnia 2007     | Chicago         | Stany Zjednoczone | United Center                    |
| 19 sierpnia 2007     | Cleveland       | Stany Zjednoczone | Quicken Loans Arena              |
| 22 sierpnia 2007     | Denver          | Stany Zjednoczone | Pepsi Center                     |
| 24 sierpnia 2007     | Phoenix         | Stany Zjednoczone | US Airways Center                |
| 25 sierpnia 2007     | Las Vegas       | Stany Zjednoczone | MGM Grand Garden Arena           |
| 26 sierpnia 2007     | San Diego       | Stany Zjednoczone | Cox Arena                        |
| 28 sierpnia 2007     | Fresno          | Stany Zjednoczone | Save Mart Center                 |
| 30 sierpnia 2007     | Stateline       | Stany Zjednoczone | Harveys Outdoor Arena            |
| 31 sierpnia 2007     | Oakland         | Stany Zjednoczone | Oracle Arena                     |
| 1 września 2007      | Anaheim         | Stany Zjednoczone | Honda Center                     |
| 2 września 2007      | Los Angeles     | Stany Zjednoczone | Staples Center                   |
| 7 września 2007      | Vancouver       | Kanada            | GM Place                         |
| 8 września 2007      | Portland        | Stany Zjednoczone | Rose Garden Arena                |
| 10 września 2007     | Boise           | Stany Zjednoczone | Taco Bell Arena                  |
| 11 września 2007     | Spokane         | Stany Zjednoczone | Spokane Veterans Memorial Arena  |
| 13 września 2007     | Edmonton        | Canada            | Rexall Place                     |
| 14 września 2007     | Saskatoon       | Canada            | Credit Union Centre              |
| 15 września 2007     | Winnipeg        | Canada            | MTS Centre                       |
| Europa               |                 |                   |                                  |
| 17 października 2007 | Moskwa          | Rosja             | Olimpiysky                       |
| Afryka               |                 |                   |                                  |
| 20 października 2007 | Addis Abeba     | Etiopia           | Millennium Hall                  |
| Europa               |                 |                   |                                  |
| 22 października 2007 | Kluż-Napoka     | Rumunia           | Stadionul Ion Moina              |
| Azja                 |                 |                   |                                  |
| 27 października 2007 | Bombaj          | Indie             | MMRDA Grounds                    |
| 30 października 2007 | Bangkok         | Tajlandia         | Impact, Muang Thong Thani        |
| 1 listopada 2007     | Dżakarta        | Indonezja         | JITEC Arena                      |
| 3 listopada 2007     | Makau           | Chiny             | Venetian Arena                   |
| 5 listopada 2007     | Szanghaj        | Chiny             | Shanghai Indoor Stadium          |
| 7 listopada 2007     | Manila          | Filipiny          | Fort Bonifacio                   |
| 9 listopada 2007     | Seul            | Korea Południowa  | Olympic Gymnastics Arena         |
| 10 listopada 2007    | Seul            | Korea Południowa  | Olympic Gymnastics Arena         |
| 12 listopada 2007    | Tajpej          | Tajwan            | Zhongshan Soccer Stadium         |
| Ameryka Północna     |                 |                   |                                  |
| 30 grudnia 2007      | Las Vegas       | Stany Zjednoczone | Mandalay Bay Events Center       |

## Nagrywanie
20 listopada 2007 roku ukazało się DVD The Beyoncé Experience Live, stanowiące zapis koncertu wokalistki z 2 września w Staples Center. Odbył się on na 2 dni przed jej 26. urodzinami.
Nagrany, wyłącznie w celach promocyjnych, został również koncert w Mediolanie.